# Бостон Роверс
«Бостон Роверс» (англ. Boston Rovers) — прекративший существование американский футбольный клуб из Бостона. В 1967 году команда отыграла один сезон в чемпионате Объединённой футбольной ассоциации.

## История
Как и другие клубы ОФА, «Бостон Роверс» представляли собой привезённую в США на период летнего перерыва команду, в данном случае — клуб Лиги Ирландии «Шемрок Роверс». Возглавлять команду продолжил играющий тренер Лиам Туи. Наиболее приметным «гостем» в составе команды стал американец Карлос Метидьери, будущий лучший бомбардир САФЛ.
Команда провела неудачный сезон: в 12 матчах она одержала только 2 победы, 3 матча сыграла вничью, а остальные 7 проиграла; разница мячей 12 — 26. Средняя посещаемость матчей «Роверс» составляла всего 4171 зритель — самый низкий показатель в лиге. Лучшими бомбардирами команды стали Фрэнк О’Нил и Лиам Туи, забившие по 3 гола.
После создания САФЛ команда была реорганизована в новый клуб «Бостон Биконс».

## Известные игроки
В список включены футболисты, выступавшие за первые сборные своих стран
| - Пэт Данн - Бобби Гилберт - Имонн Грегг - Мик Кирин - Падди Маллиган | - Карлос Метидьери - Ронни Нолан - Фрэнк О’Нил - Мик Смит - Лиам Туи |